# 古代中国の四大発明

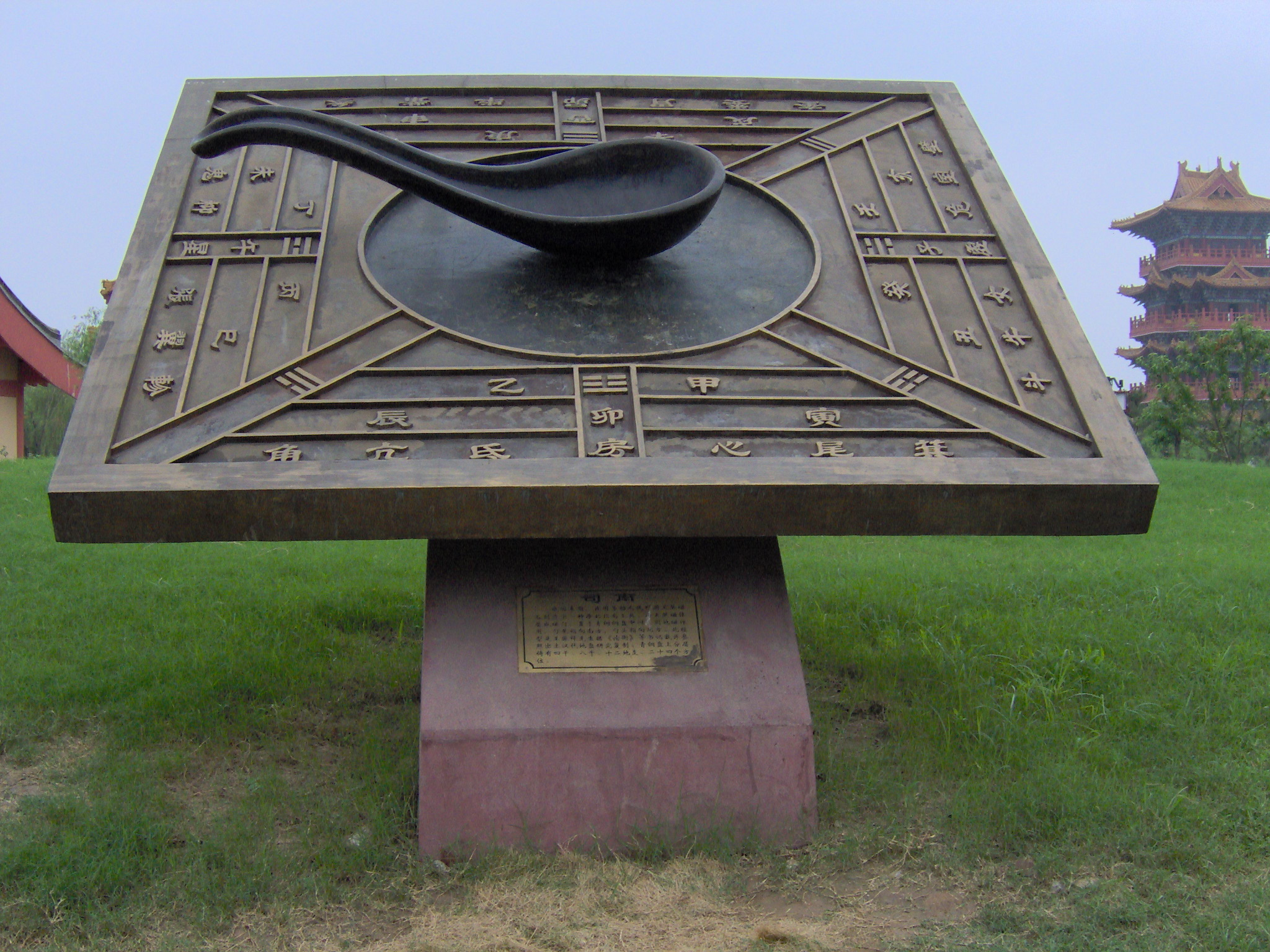
復元された漢代の羅針盤（開封市）

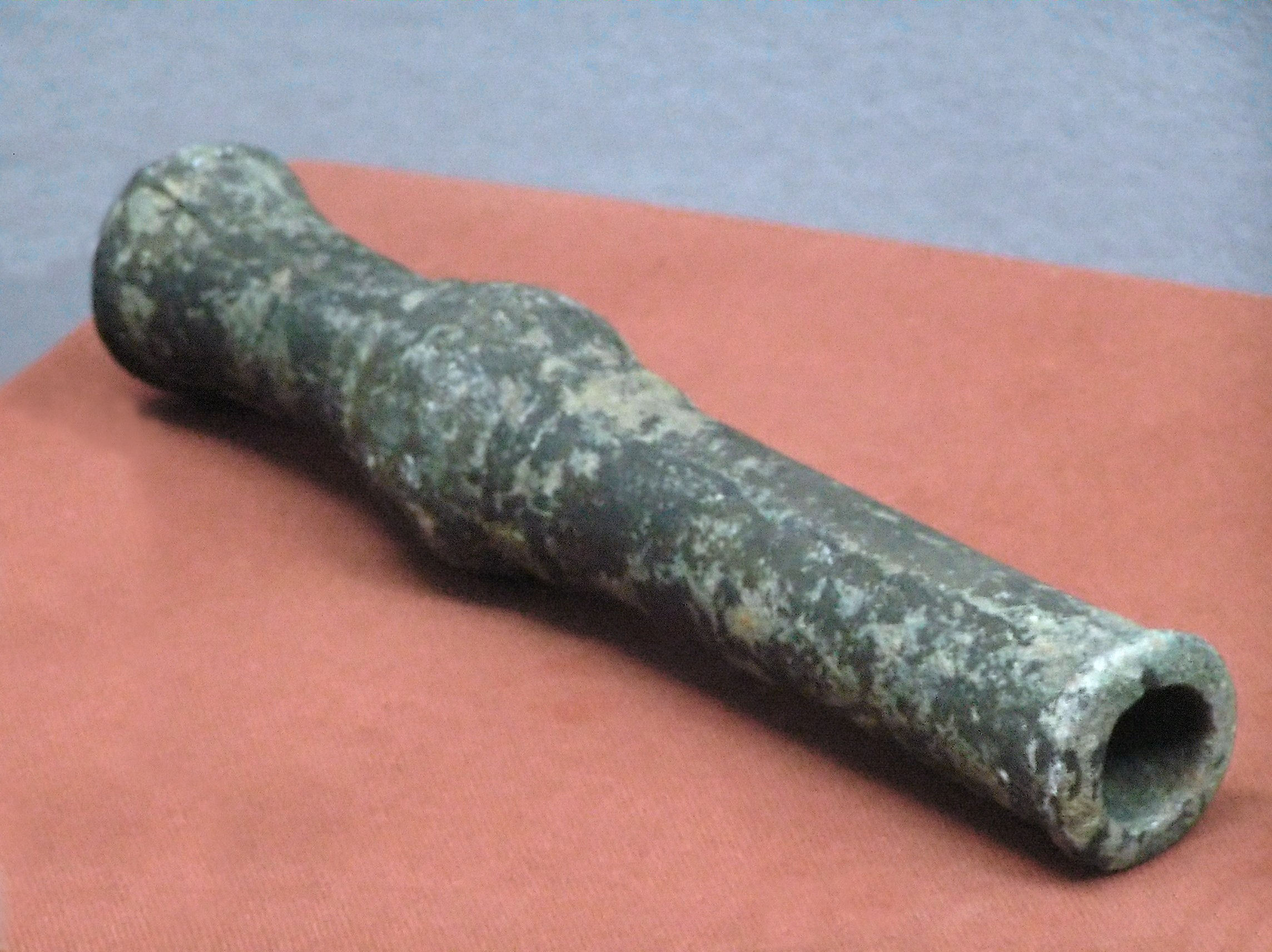
元代の火銃

『天工開物』に見える製紙の主たる5工程

古代中国の四大発明 (こだいちゅうごくのよんだいはつめい、こだいちゅうごくのしだいはつめい、簡体字: 四大发明; 繁体字: 四大發明; 拼音: sì dà fā míng)は古代中国においてなされた4つの発明で当時の中国の先進性を示すものである。

## 沿革
四大発明とは:
- 羅針盤[2]
- 火薬[3]
- 紙[4]
- 印刷[5]

を指す。
フランシス・ベーコンは1620年の『ノヴム・オルガヌム』の中で、印刷術・火薬・羅針盤の3つを、起源ははっきりしないが古代には知られていなかった最大の発明としてあげた。その200年後、中国宣教師のウォルター・ヘンリー・メドハーストは1840年の『中国の現状と展望』の中で、これらがいずれも中国人の発明によると指摘した。ジョゼフ・エドキンズは中国人の発明として製紙を加えて4つにし、現在のリストができあがった。のち、20世紀のジョゼフ・ニーダムによって有名になった。
これらの4つの発明は中国文明だけでなく世界に多大な影響を与えた。しかしながら、近代中国の一部学者は、四大発明はシルクロードがもたらした東西の技術的交流を強調するものにすぎず、他の中国の発明のほうがおそらくより高度で中国文明にとってより影響力が大きかったと主張する。

## 関連文献
- Deng, Yinke. (2005). Ancient Chinese Inventions. Translated by Wang Pingxing. Beijing: China Intercontinental Press. ISBN 7-5085-0837-8.
- Li Shu-hua (1954) "Origine de la Boussole 11. Aimant et Boussole", Isis, 45 (2: July), p. 175–196
- Needham, Joseph (1986). Science and Civilization in China: Volume 4, Physics and Physical Technology, Part 1, Physics. Taipei: Caves Books, Ltd.
- Needham, Joseph (1986). Science and Civilization in China: Volume 5, Chemistry and Chemical Technology, Part 7, Military Technology; the Gunpowder Epic. Taipei: Caves Books Ltd.
- Needham, Joseph (1986). Science and Civilization in China: Volume 5, Chemistry and Chemical Technology, Part 1, Paper and Printing. Taipei: Caves Books Ltd.